# HD 100546 b
HD 100546 b — формирующаяся массивная газовая экзопланета (коричневый карлик). Является спутником системы бело-голубой звезды HD 100546. Возможно, является крупнейшей из всех обнаруженных экзопланет.

## Характеристики

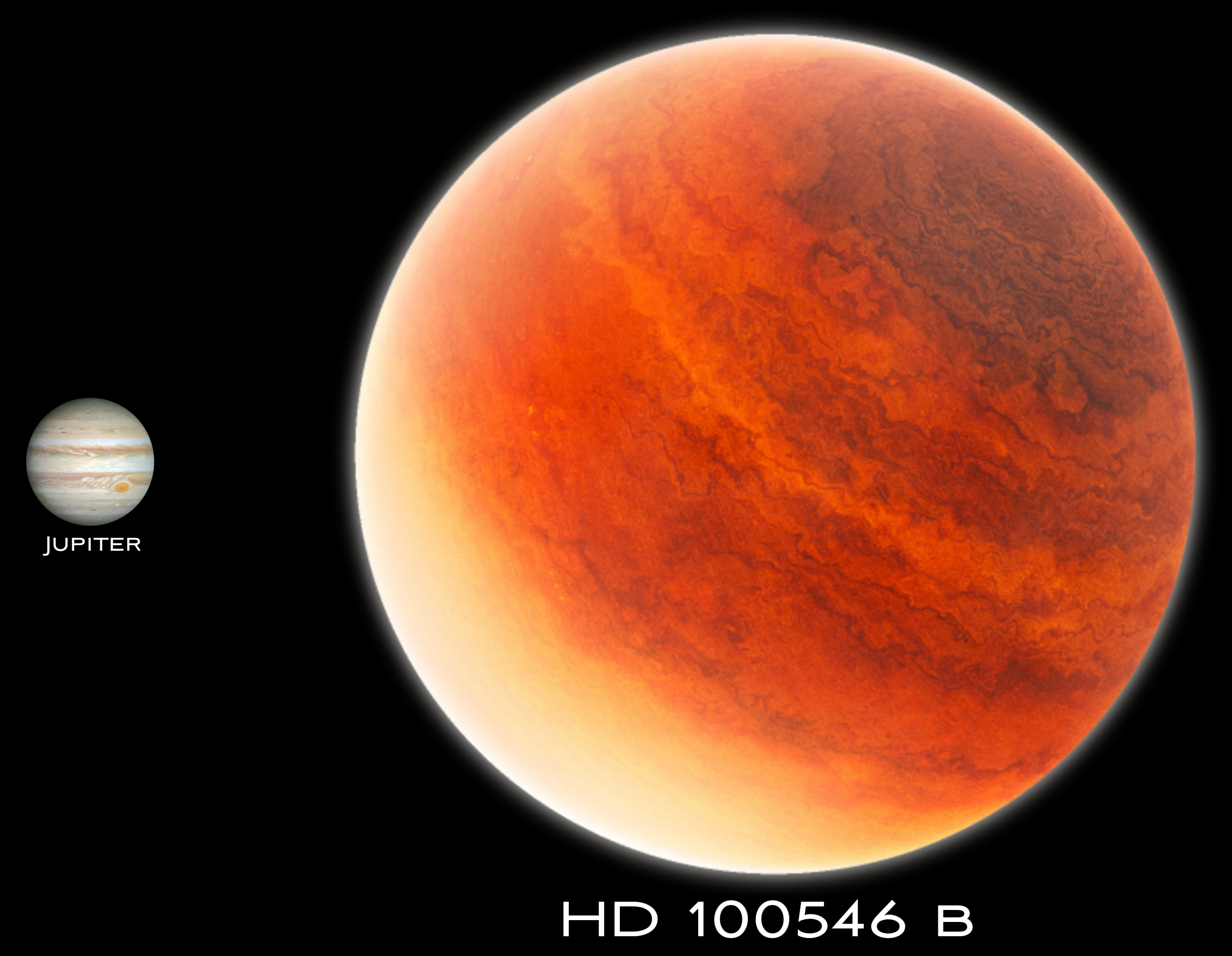
Возможное сравнение размеров HD 100546 b с Юпитером.

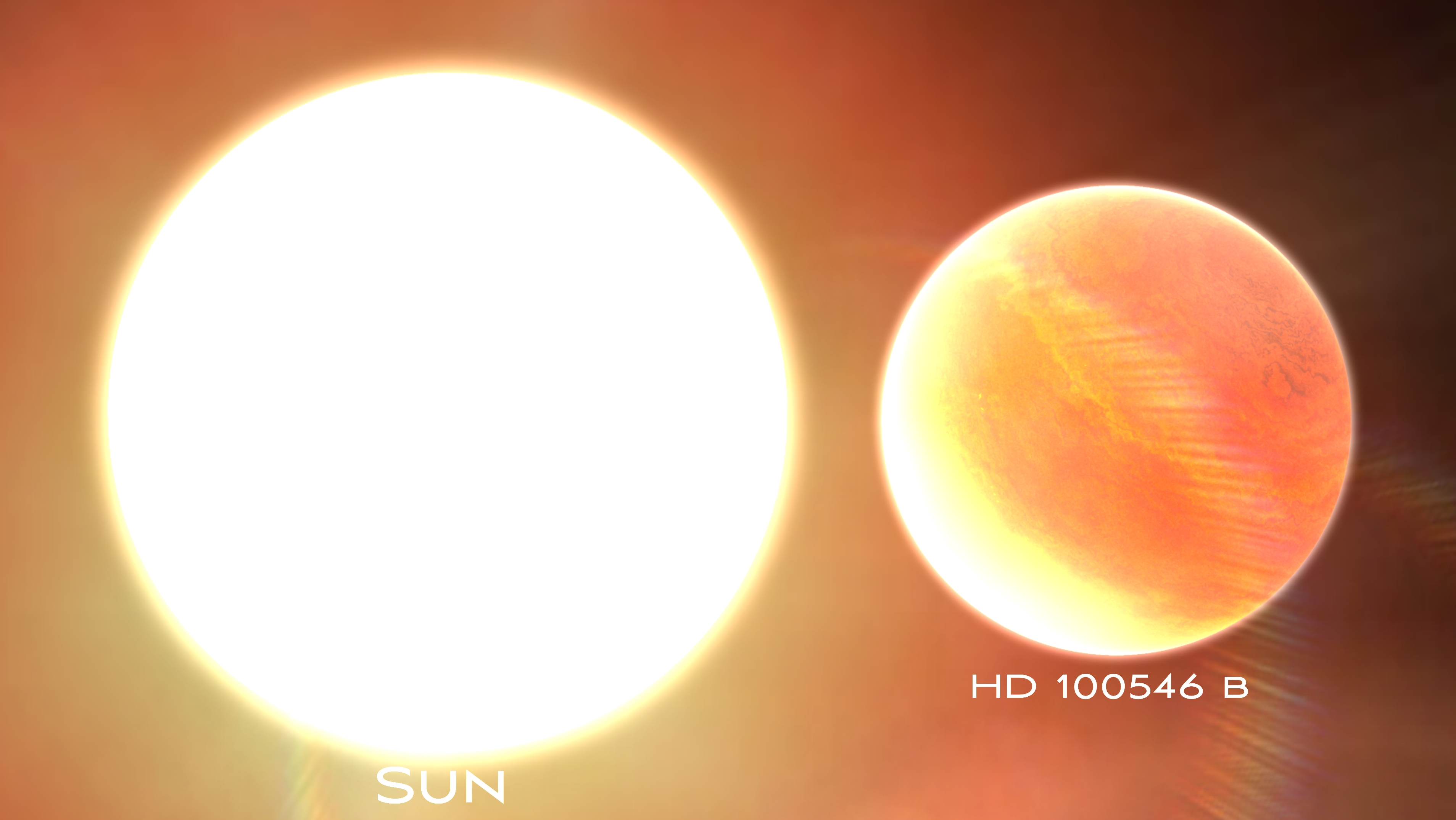
Возможное сравнение размеров HD 100546 b с Солнцем.

Масса формирующейся массивной газовой экзопланеты HD 100546 b составляет 8.5 массы Юпитера, радиус — 6,9 радиусов Юпитера, большая полуось — 53,0 а. е., орбитальный период обращения — 249,2 года.
Planets Beyond our Solar System HD 100546 b, HD 100546 b, Planet or brown dwarf? Inferring the companion mass in ...